# スポーツパレス (アントウェルペン)
スポーツパレス（蘭: Sportpaleis）は、ベルギーのアントウェルペンに所在する多目的アリーナ。

## 概要
1933年に完成。2015年から開催されている女子テニスのダイヤモンド・ゲームスの会場として使用されていた。
1956年には自転車の世界チャンピオンスタン・オケルスが自転車競技場のトラックの斜面が崩落・転倒し、その後死亡した。
1988年にはロイ・オービソンの最後の公演を当地で開催された。
またスポーツパレスの隣接地にはロット・アリーナがある。